# Ion Echaide Sola
Ion Echaide Sola (Pamplona, 5 de gener de 1988) és un futbolista professional navarrès, que ocupa la posició de defensa. Ha estat internacional amb les seleccions espanyoles sub-17, sub-19 i sub-21. Amb la sub-19 es va imposar a l'Europeu del 2007.
Format al planter del CA Osasuna, la temporada 07/08 debuta al primer equip. La temporada següent és cedit a la SD Huesca. El 2011 retornà a l'Osasuna.